# День войск противовоздушной обороны (Украина)

Эмблема ВС Украины.

День войск противовоздушной обороны - профессиональный праздник войск противовоздушной обороны, который отмечался на Украине ежегодно, в первое воскресенье июля с 1997 по 2007 год.
«День войск противовоздушной обороны» появился в календаре официальных праздников страны в 1997 году, после того, как 2 июля 1997 года в столице Украины городе Киеве, второй президент Украины Леонид Данилович Кучма, «учитывая заслуги Войск Противовоздушной обороны Украины в обеспечении обороноспособности государства», подписал Указ N 602/97 «О Дне Войск Противовоздушной обороны», в котором в частности говорилось: «Установить на Украине праздник - День Войск Противовоздушной обороны Украины, который отмечать ежегодно в первое воскресенье июля».
Десять лет спустя, 27 июня 2007 года, президент Украины Виктор Ющенко подписал Указ N 579/2007 который предписывал «Установить на Украине праздник - День Воздушных Сил Вооруженных Сил Украины, который отмечать ежегодно в первое воскресенье августа». В этот-же президентском указе говорилось следующее: «Признать утратившим силу Указ Президента Украины от 2 июля 1997 N 602 (602/97) "О Дне Войск Противовоздушной обороны'"».